# غيوم دو لوبيتال
غيوم فرانسوا أنطوان ماركي دو لوبيتال (بالفرنسية: Guillaume François Antoine, Marquis de l'Hôpital)‏ هو عالم رياضيات فرنسي.
وضع قاعدة لوبيتال في التحليل الرياضي تستعمل الاشتقاق بهدف إيجاد النهايات لصيغ غير معينة في معظم الكسور.